# Campeonato Mundial de Atletismo de 2027
El XXI Campeonato Mundial de Atletismo se celebrará en Pekín (China) en el año 2027 bajo la organización de World Athletics y la Federación China de Atletismo.
Las competiciones se realizarán en el Estadio Nacional de Pekín.